# Бейсбольный мяч

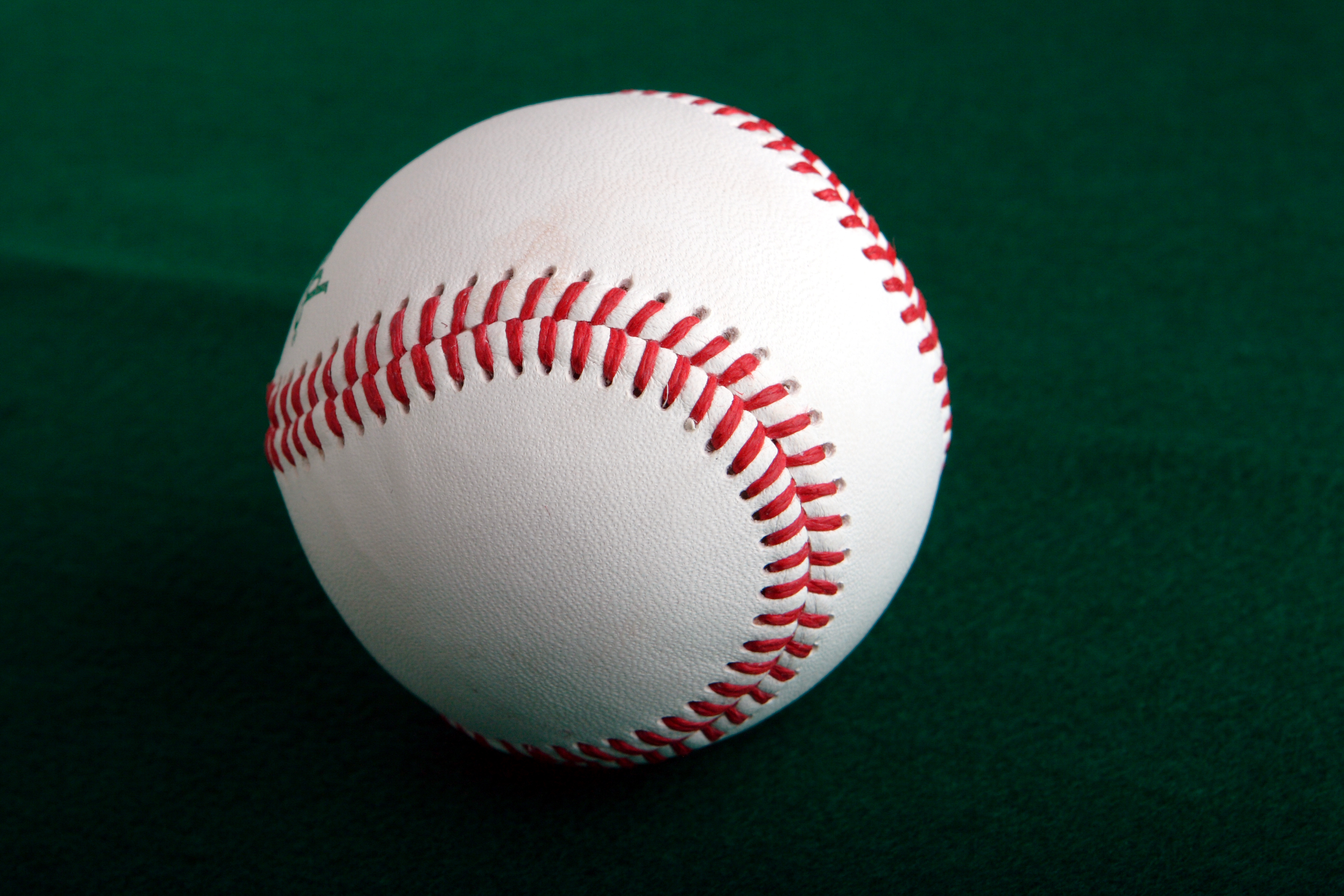
Бейсбольный мяч

Бейсбольный мяч используется для игры в бейсбол. Мяч состоит из резиновой или пробковой сердцевины, обмотанной пряжей. Сверху мяч покрыт кожей. Обхват мяча составляет от 9 дюймов (22,9 см) до 9,25 дюймов (23,5 см), то есть от 2 7/8 дюймов (7,3 см) до 3 дюймов (7,6 см) в диаметре. Длина пряжи, используемой для изготовления мяча, может превышать километр.

## Описание

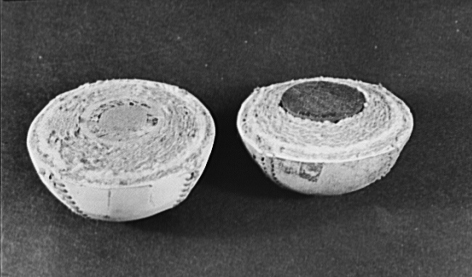
Половинки двух бейсбольных мячей. Слева изображен традиционный мяч с пробковой сердцевиной, а справа мяч с резиновой сердцевиной, который использовался во время Второй мировой войны.

Пробковые мячи были запатентованы в конце XIX века производителем спортивной экипировки, компанией Spalding, основанной известным бейсболистом Альбертом Спалдингом. Во время Второй мировой войны для изготовления мячей использовались резиновые сердцевины из мячей для гольфа, так как во время войны была нехватка нужных материалов. В последние годы для изготовления мячей стали также использоваться различные синтетические материалы, однако такие мячи считаются низкокачественными и не используются в Главной лиге. Различные типы материалов влияют на поведение мяча. Так, более плотно обмотанный мяч быстрее отскакивает от биты и летит дальше. От высоты шва зависит насколько хорошо питчер может совершить подачу.

В начале истории бейсбола, как правило, за всю игру использовался только один мяч, если только он не становился настолько повреждённым, что им становилось невозможно играть. В ходе игры мяч обесцвечивался от грязи, на мяч игроками наносились различные вещества, например табачный сок
. Кроме того, на мяче могли появиться порезы, а шов разорваться. Однако, после гибели в 1920 году бэттера Рэя Чапмэна от попадания мяча в голову, возможно из-за того, что он не мог увидеть мяч в сумерках, были предприняты усилия для сохранения в игре чистых, неповреждённых мячей.
Официальным поставщиком мячей для Главной лиги является компания Rawlings, которая производит сшитые вручную мячи в Коста-Рике. Ранее поставщиком мячей была компания Spalding, которая имела такой статус более века. Покрытие мяча до 1973 года традиционно производилось из лошадиной кожи, однако в 1974 году из-за уменьшения поставок лошадиной кожи стала применяться коровья кожа.
В течение XX века Главная лига использовала два вида мячей — для Американской лиги и для Национальной лиги. Мячи были полностью идентичны, за исключением того, что на мяче Американской лиги была надпись «Official American League» и подпись президента Американской лиги синими чернилами, а на мяче Национальной лиги была надпись «Official National League» и подпись президента Национальной лиги чёрными чернилами. В 2000 году в Главной лиге произошла реорганизация, упразднившая должности президентов Американской и Национальной лиг, поэтому в обеих лигах стал использоваться одинаковый мяч. По настоящим правилам, вес мяча в Главной лиге должен составлять от 5 до 5,25 унций (142—149 грамм), а обхват от 9 дюймов (22,9 см) до 9,25 дюймов (23,5 см). Шов состоит из 108 двойных стежков.
Сегодня для обычной профессиональной игры используется несколько десятков мячей, поскольку их приходится менять из-за царапин, обесцвечивания и загрязнения. Иногда, в особых случаях, спортсмены просят фанатов, поймавших мячи, которые покинули поле, вернуть их (например, при установке рекорда дальности, или другие запоминающиеся моменты). Как правило, игрок в обмен на такой мяч дарит фанату биту с автографом или иной подписанный предмет.